# Ministry of Beats
Ministry of Beats was een Nederlands radioprogramma dat van 2003 tot eind 2007 elke zaterdagavond van 19 tot 23 uur werd uitgezonden door de TROS op 3FM.
Van maart 2008 tot oktober 2014 werd het programma uitgezonden door Radio Decibel. In het programma stond dancemuziek centraal.
Het werd gepresenteerd door Edwin Diergaarde. Onder andere Erick E, Don Diablo, Victor Coral, Jip Deluxe, Marcella en Fedde le Grand waren te gast in dit programma. Elke uitzending kwam er een dj langs om zijn tien favoriete danceplaten te draaien. De nummer één van die lijst werd de week erna, elke werkdag tussen 16.00 en 19.00, gedraaid in het middagprogramma van Radio Decibel.  